# A noite do castelo
A noite do castelo és una òpera en tres actes composta per Antônio Carlos Gomes sobre un llibret portuguès de Antônio José Fernandes dos Reis, basat en un poema homònim d'António Feliciano de Castilho. S'estrenà al Theatro Lyrico Fluminense de Rio de Janeiro el 4 de setembre de 1861.
S'estrenà quan Gomes tenia 25 anys i encara no havia viatjat a Itàlia. Però l'òpera és tan italiana com qualsevol partitura d'aquest moment estrenada a la Península, encara que estigui cantada en portuguès. Dos anys posterior al Ballo in maschera verdià i perfectament contemporània del Lohengrin wagnerià, l'obra compta amb magnífics moments
solistes, coratjosos desplegaments corals i molt ben construïts concertants. I, potser sense voler, sembla evocar el món nocturn, tètric, exasperat d'Il trovatore, alternant-se amb la humida Escòcia de la Lucia donizettiana, amb la qual protagonista Leonor comparteix el seu destí.
En el bellíssim preludi s'avança la melodia en què es basarà l'esplèndida ària de la soprano i, a partir d'aquí, el tema serà com l'estendard del primer amor entre Leonor i Henrique, és a dir, el detonant de la tragèdia, que reapareixerà en les oportunitats dramàtiques més rellevants. La clàssica distribució vocal a la italiana aquí s'altera una mica. La parella amorosa segueix sent de soprano i tenor, mentre que un altre tenor més líric fa de rival del primer. No és un baríton perquè en realitat és un rival sense voler: Fernando, ja que així es diu, va a casar-se amb Leonor, i en aquest moment apareix Henrique,
donat per mort a Terra Santa. Barítons són el pare de Leonor, el comte Orlando i Raymundo, un vell servidor, paper que bé podia haver-li estat atribuït a un baix. Les veus estan tractades de forma especial, i el cor té una destacada presència. La soprano necessita una autèntica intèrpret dramàtica d'agilitat, amb un registre agut animós (Escuta, atende que dona pas a la seva ària, o les de l'escena del deliri), amb empenta i coloratura (cabaletta de l'esmentada ària) de categoria. 	